# Asmaa Abdol-Hamid
Asmaa Abdol-Hamid (arabisch أسماء عبد الحميد; * 22. November 1981 in den Vereinigten Arabischen Emiraten) ist eine dänisch-palästinensische Politikerin, Sozialarbeiterin und in Dänemark bekannte Muslima.

## Herkunft
Abdol-Hamid kam 1986 zusammen mit ihrer Familie nach Dänemark. Ihre Eltern sind palästinensische Flüchtlinge. Nach ihrer Ausbildung zur Sozialarbeiterin arbeitete sie als Familienberaterin in der Kommune Roskilde.

## Politisches Engagement
Bis 2004 war Abdol-Hamid Mitglied der Sozialdemokraten, scheiterte aber intern mit ihrer Bewerbung um eine Stadtratskandidatur in Odense. 2005 wechselte sie zur linksalternativen Enhedslisten (EL). Nach der Kommunalwahl 2005 war sie erste Ersatzkandidatin ihrer Partei für die Kommunalvertretung. Damals bekam sie das erste Mal mediale Aufmerksamkeit, als sie sich weigerte, männlichen Kollegen die Hand zu geben. Stattdessen wollte sie mit der Hand auf dem Herzen grüßen.
Im Frühjahr 2007 kandidierte sie auf Platz 7 der EL für das Folketing und kündigte an, auch im dänischen Parlament das Kopftuch tragen zu wollen. Bei der Wahl im November 2007 gewann die EL jedoch nur vier Mandate. Seit 2008 hat sich Abdol-Hamid weitgehend aus der aktiven Politik zurückgezogen.

### Prominente Vertreterin des Islam
Abdol-Hamid war Sprecherin von elf islamischen Organisationen, die die Tageszeitung Jyllands-Posten am 27. Oktober 2005 wegen Blasphemie und Rassismus anzeigten, nachdem diese verschiedene Mohammed-Karikaturen veröffentlicht hatte. Das Strafverfahren wurde am 6. Januar 2006 endgültig eingestellt. Erst Jahre später signalisierte sie ein Umdenken im Karikaturen-Streit.
Abdol-Hamid wurde Dänemarks erste muslimische Fernsehmoderatorin in einem öffentlich-rechtlichen Kanal, als sie ab dem 29. März 2006 zusammen mit dem atheistischen Kollegen Adam Holm die Talkrunde Adam og Asmaa auf DR2 leitete. Die Organisation Kvinder for Frihed (Frauen für Freiheit) sammelte damals 500 Unterschriften dagegen, dass Abdol-Hamid als gläubige Muslimin ein Kopftuch in der Sendung trug. Es kam zu einem Eklat, als der ebenfalls dänisch-arabische Politiker Naser Khader eine Einladung zur Sendung ausschlug, nachdem Abdol-Hamid erklärte, sie wolle auch ihm nicht die Hand geben. Trotz dieser Kritik konnte sie als Moderatorin weiter arbeiten. Insgesamt wurden acht Folgen ausgestrahlt.
Abdol-Hamid hat wiederholt argumentiert, dass zwar die arabische Kultur in vielerlei Hinsicht frauenunterdrückend sei, dass aber der Islam und die islamischen Werte an sich nicht frauenfeindlich seien. Daher empfinde sie das Kopftuchtragen auch nicht als frauenunterdrückend. Sie sagte unter anderem:

„Dass ich Kopftuch trage, bedeutet nicht, dass ich unterdrückt oder arm dran bin. Die Werte, nach denen ich lebe, sind islamische und keine arabischen. Es ist wichtig, zwischen Religion und Kultur zu unterscheiden. Arabische Auffassungen sind in vielen Bereichen frauenunterdrückend, und obwohl ich Araberin bin, entscheide ich mich nicht aus der Kultur heraus, sondern vor dem Hintergrund meiner Religion. Ansonsten wäre ich nicht so weit gekommen, wie ich heute bin“

Im November 2006 war Abdol-Hamid Mitbegründerin des muslimischen Frauennetzwerks De Grønne Slør (Die grünen Schleier), und in diesem Zusammenhang bezeichnete sie sich als „muslimische Feministin“.

### Vorwurf des Landesverrats
Im Interview mit der Socialistisk Arbejderavis („Sozialistische Arbeiterzeitung“) vom 20. Juni 2007 sagte Abdol-Hamid, dass sie den bewaffneten Kampf gegen die dänischen Besatzungssoldaten im Irak unterstützt:

„Dänemark ist Teil der Besatzungsmacht im Irak und ist 100-prozentig folgsam gegenüber Bush und den USA. Das ist ein weiterer Grund, weswegen wir die Regierung von Anders Fogh Rasmussen stürzen müssen. Es ist auch notwendig, dass wir z. B. den Kampf der Iraker gegen die Besatzung unterstützen. Es ist in viel zu hohem Maße gelungen, die Widerstandsbewegung als Terroristen abzustempeln. Im Grunde genommen ist sie ein Ausdruck für den berechtigten Wunsch der normalen Leute, ein besseres Leben zu führen.“

Sie verglich in darauf folgenden Stellungnahmen die dänischen Soldaten und die irakischen Aufständischen mit der Besetzung Dänemarks durch NS-Deutschland und der Widerstandsbewegung. Der konservative Folketingskandidat Rasmus Jarlov zeigte sie daraufhin am 24. Juli wegen Landesverrats nach § 100 des dänischen Strafgesetzbuchs an. Abdol-Hamid entgegnete, sie habe nicht dazu aufgefordert, dänische Soldaten oder Vertreter anderer Streitkräfte zu töten; vielmehr habe sie das prinzipielle Widerstandsrecht der irakischen Bevölkerung gegen die Besatzung hervorgehoben. Sie forderte gleichzeitig den Abzug aller fremden Truppen aus dem Irak.